# Silene ammophila
Silene ammophila là loài thực vật có hoa thuộc họ Cẩm chướng. Loài này được Boiss. & Heldr. miêu tả khoa học đầu tiên năm 1849.